# Епифанов, Евгений Александрович
Евгений Александрович Епифанов (род. 11 мая 1985) — немецкий игрок в хоккей с мячом, тренер, спортивный функционер, президент Германской федерации хоккея с мячом.

## Карьера
Старший сын известного хоккеиста А. А. Епифанова.
Нападающий сборной Германии (2014—2017).
Один из соучредителей и президент Германской федерации хоккея с мячом (с 2013), вице-президент ФИБ.
Возглавлял сборную Германии на чемпионате мира 2023 года. 